# Abdullah Haron
Abdullah Haron (geboren 8. Februar 1924 in Newlands-Claremont, Kapstadt; gestorben 27. September 1969 in Kapstadt), auch Abdullah Haroun oder Imam Haron, war ein südafrikanischer muslimischer Geistlicher und Aktivist der Antiapartheidsbewegung. Er starb unter ungeklärten Haftumständen in Räumlichkeiten der südafrikanischen Sicherheitspolizei.

## Leben
Abdullah Haron wuchs in einer Familie auf, die in dem wohlhabenden Handelsvorort Newlands-Claremont von Kapstadt lebte. Von seinen Geschwistern war er der Jüngste. Seine Mutter Asa Martin starb früh und der Vater Amarien Haron konnte ihn nicht versorgen. Die Schwester des Vaters nahm ihn auf und förderte seine Entwicklung bis zur eigenen Eheschließung mit Galiema Sadan am 15. März 1950.
Als Kind besuchte Abdullah Haron die Talfalah Primary School bis zur 6. Klasse. Für zwei Jahre weilte er in Mekka, um den Islam zu studieren, wo er bei Scheich Abdurahman Alawi al-Maliki Unterricht erhielt. In Kapstadt schlossen sich weitere Islamstudien bei Scheich Abdullah Taha Gamieldien und Scheich Ismail Ganief an. Letzterer bewegte Abdullah Haron zur intensiven Anteilnahme an gesellschaftlichen Aktivitäten, vor allem für soziale Aufgaben unter den armen Bevölkerungsgruppen. Ferner beeinflussten ihn die Ideen der ägyptischen Muslimbruderschaft sowie arabisch-indische Denkströmungen.
Abdullah Haron wurde 1955 als Imam an der Al-Jamia Moschee in Kapstadt (Stegman Road, Claremont) eingesetzt. In dieser Rolle beförderte er Diskussionskreise, Kurse der Erwachsenenbildung und Gesprächskreise zu islamischen Themen. Als Imam führte er seine Moschee als „offenen Ort“. Zusammen mit Freunden aus seinem religiösen Umfeld gründete er 1958 die Claremont Muslim Youth Association - CMYA (Claremont-Muslim-Jugendvereinigung). In der von ihr im Jahr 1959 herausgegebenen Monatszeitschrift The Islamic Mirror berichtete man über die Aktivitäten. Diese regionale Publikation initiierte die Gründung der Muslim News, woran Abdullah Haron gleichfalls beteiligt und sogar deren Redakteur war. Dieses Magazin behandelte politische, kulturelle und religiöse Themen aus der Kapregion, anderen südafrikanischen Städten und wichtigen arabischen Ländern. Es erschien zwischen 1960 und 1986.
Zu Beginn der 1960er Jahre initiierte Abdullah Haron mit der Claremont Muslim Youth Association Gesprächskreise, wofür er politisch aktive Personen aus nichtmuslimischen Kreisen einlud. Hierzu gehörten beispielsweise die Gewerkschafterin Ray Alexander Simons von der Food and Canning Workers’ Union (FCWU), Zacharias Johannes De Beer von der Progressive Party (PP) und Eulalie Stott von Black Sash, eine gewaltfrei agierende Oppositionsgruppe weißer Südafrikanerinnen. Ferner unterhielt Abdullah Haron Kontakte mit Albie Sachs, Alex La Guma, Robert Sobukwe sowie mit Raymond Hoffenberg, einem apartheidkritischen Professor an der Universität Kapstadt.
Während der späten 1950er und den 1960er Jahren bezog er zum unmenschlichen Charakter der „Rassengesetzgebung“ in seinen Predigten und Vorträgen kritisch Stellung. Während einer Freitagspredigt im Jahr 1960 betonte Abdullah Haron das Konzept der menschlichen Brüderlichkeit im Islam und forderte die Muslime seiner Heimat auf, die schwarze Mitbevölkerung in der Notlage unter den Apartheidverhältnissen nach ihren Möglichkeiten zu unterstützen. Bei einer Veranstaltung am 7. Mai 1961 in Kapstadt bezeichnete er den Group Areas Act als „unmenschlich, barbarisch und unislamisch“ und betonte, dass die Apartheidgesetze eine „komplette Negation der fundamentalen Prinzipien des Islams“ darstellen und stellte hierbei fest: „Wir können eine Versklavung nicht akzeptieren“. Ferner kommentierte er: mit „… dem Suppression of Communism Act, unterdrücken sie Antikommunisten, wie die Duncans und Luthulis…“. Mit seinem Engagement unterstützte er den PAC und den ANC, ohne deren Mitglied zu sein.
In den 1960er Jahren wurde Abdullah Haron und seine Familie wie viele Menschen das Opfer der Bestimmungen aus dem Group Areas Act. Sie mussten ihre Wohnstätte im Kapstädter Stadtteil Lansdowne verlassen und zogen stadtauswärts nach Athlone.
Im Jahr 1968 reiste Abdullah Haron ins Ausland. Diese Reise hatte mehrere Gründe. Er wollte sich mit PAC-Mitgliedern auf neutralem Boden treffen und das Studium seiner Tochter in London vorbereiten. Zunächst ging Abdullah Haron nach Saudi-Arabien, wo er mit dem Minister für Bildung Hasan Ali Abdullah zusammentraf. In dieser Zeit hatte er auch einen Besuch bei König Faisal. Danach wandte Abdullah Haron sich nach Kairo, wo er PAC-Vertreter sprach und eine Muslimkonferenz abhielt, woran auch Delegierte des PAC und ANC teilnahmen. Nach einem Zwischenstopp in den Niederlanden beim International University Exchange Fund besuchte er London. Vor seiner Rückkehr nach Südafrika erhielt er eine Warnung, dass sich die Sicherheitspolizei für ihn interessiere und er besser emigrieren solle. Über viele Jahre hatte man ein Dossier von seinen Aktivitäten aufgebaut. Er fühlte sich aus Altersgründen zu einem Neuanfang nicht in der Lage und kehrte nach Südafrika zurück.

## Festnahme und Tod
Am 28. Mai 1969 (zum Mawlid an-Nabi) bestellte ihn das Kapstädter Büro der Sicherheitspolizei am Caledon Square ein, wo er sofort festgenommen wurde. Das begründete man mit dem Paragraphen 6 des so genannten Terrorismusgesetzes, dem Terrorism Act (eigentlich: General Laws Amendment Act, Act No 83 / 1967). Er blieb seitdem ohne Kontakte zur Außenwelt für vier Monate inhaftiert. Der Kontakt mit seiner Familie wurde ihm verweigert. Hier soll er gefoltert worden sein und er starb in dieser Haftzeit. Die Abgeordnete Catherine Taylor von der United Party stellte am 10. und 13. Juni 1969 im Parlament die Frage nach den Gründen der Verhaftung von Abdullah Haron. Der damalige Polizeiminister antwortete ihr, dass es nicht im öffentlichen Interesse liege, über diese Gründe zu sprechen.
Die unklaren Umstände seines Todes im Polizeigewahrsam beschäftigte auch weiterhin die Öffentlichkeit sowie das Parlament. Die Abgeordnete C. D. Taylor berichtete am 18. September 1970 über ihre Erkenntnisse aus ihrer umfassenden Akteneinsicht und Gesprächen mit dem Chef der Sicherheitspolizei vom Bezirk Western Cape. Mit ihren Parlamentsanfragen vom 21. und 24. Juli 1970 an den Justizminister beleuchtete sie nachgelagerte Personalentscheidungen und die Ermittlungspraxis der Sicherheitspolizei in Bezug auf die Untersuchung der Todesumstände. Ende September 1970 erklärte der Generalstaatsanwalt der Kapprovinz, dass keine Basis vorhanden wäre, die Ermittlungen wegen einer möglichen Beteiligung von Personen an den Todesumständen des Inhaftierten weiter fortzusetzen.
Die Todesumstände während seiner Haft in einer Einrichtung der Sicherheitsbehörden sind bisher ungeklärt. Die Familie vermutet einen Mordfall. In offiziellen Dokumenten wurde der Sturz von einer Treppe vermerkt. Seine Familie leitete ein Gerichtsverfahren gegen die Polizei ein und erhielt im Ergebnis eine finanzielle Entschädigung.
Sein Grab befindet sich auf dem Mowbray-Friedhof des Stadtteils Crawford von Kapstadt, wo am 29. September 1969 die Beisetzung stattfand. Zu seiner Beerdigung kamen 30.000 Menschen. Das soll die bisher größte Trauerprozession von Kapstadt gewesen sein.

## Ehrungen
Zwischen den Kapstädter Stadtteilen Claremont und Lansdowne verläuft die Imam Haron Road.

## Weiterführende Literatur
- Barney Desai, Cardiff Marney: The killing of the imam. Imam Abdullah Haron Education Trust, 2012, ISBN 978-0-620-55074-1.[4][5]

- Muhammed Haron: The „Muslim News“ (1960–1986). Expression of an Islamic Identity in South Africa. In: Louis Brenner (Hrsg.): Muslim identity and social change in Sub-Saharan Africa. Indiana University Press, Bloomington etc. 1993, S. 210–225, ISBN 0-253-31269-8
- Muhammed Haron: Muslims in South Africa. an annotated bibliography. Kapstadt 1997 (South African Library in association with Centre for Contemporary Islam, UCT), ISBN 0-86968-119-2

| Personendaten    | Personendaten         |
| ---------------- | --------------------- |
| NAME             | Haron, Abdullah       |
| ALTERNATIVNAMEN  | Haron, Imam           |
| KURZBESCHREIBUNG | südafrikanischer Imam |
| GEBURTSDATUM     | 8. Februar 1924       |
| GEBURTSORT       | Kapstadt              |
| STERBEDATUM      | 27. September 1969    |
| STERBEORT        | Kapstadt              |